# Lönebidrag
Lönebidrag är en svensk arbetsmarknadspolitisk åtgärd riktad mot främst personer med arbetshandikapp. Den regleras i Förordningen om särskilda insatser för personer med funktionsnedsättning som medför nedsatt arbetsförmåga. 
Syftet med lönebidraget är att kompensera en arbetsgivare som anställer en person med nedsatt arbetsförmåga, samtidigt som en överenskommelse om anpassning i arbetet görs som stöd för den enskilda medarbetaren. Lönebidragets storlek påverkas av lönekostnaden för den anställde och dennes arbetsförmåga i förhållande till det specifika arbetet. Det är arbetsförmedlingen som beslutar om lönebidrag och under hur lång tid det skall betalas ut. Det första beslutet om anpassning/lönebidrag tas för max 1 år och kan omprövas om någon förutsättning förändras. Inte alla arbetsgivare kan beviljas lönebidrag även om den individ som anställs är berättigad stödet, Arbetsförmedlingen ställer krav på att arbetsgivaren är arbetsgivarregistrerad, inte har skatteskulder, att lönen är marknadsmässig och att den anställde omfattas av kollektivavtal eller motsvarande försäkringsskydd och villkor. 